# Beyond the Gates
Beyond the Gates je drugi studijski album američkog death, thrash metal sastava Possessed objavljen 31. listopada 1986. godine.

## Popis pjesama
1. "Intro" - 1:23
2. "The Heretic" - 2:40
3. "Tribulation" - 4:48
4. "March to Die" - 3:12
5. "Phantasm" - 4:23
6. "No Will to Live" - 6:47
7. "Beyond the Gates" - 2:55
8. "The Beasts of the Apocalypse" - 3:13
9. "Seance" - 3:03
10. "Restless Dead" - 2:59
11. "Dog Fight" - 1:23

## Zasluge
- Jeff Becerra - vokali, bas-gitara
- Mike Torrao - gitara
- Larry LaLonde - gitara
- Mike Sus - bubnjevi